# 641 Agnes
641 Agnes è un asteroide della fascia principale. Scoperto nel 1907, presenta un'orbita caratterizzata da un semiasse maggiore pari a 2,2197996 UA e da un'eccentricità di 0,1290233, inclinata di 1,71272° rispetto all'eclittica.
L'origine del suo nome è sconosciuta.